# تشارلز ارين ستون
تشارلز ارين ستون (بالإنجليزية: Charles Warren Stone)‏ هو محامي وسياسي أمريكي، ولد في 29 يونيو 1843، وتوفي في 15 أغسطس 1912. حزبياً، نشط في الحزب الجمهوري. وقد انتخب عضو مجلس ولاية بنسيلفانيا وانتخب عضو مجلس نواب بنسيلفانيا وانتخب عضو مجلس النواب الأمريكي.